# Coreura cerealia
Coreura cerealia là một loài bướm đêm thuộc phân họ Arctiinae, họ Erebidae.